# Kuollitusjärvi
Kuollitusjärvi är en sjö i Kiruna kommun i Lappland och ingår i Torneälvens huvudavrinningsområde. Sjön har en area på 0,242 kvadratkilometer och ligger 442 meter över havet. Kuollitusjärvi ligger i Rautas fjällurskog Natura 2000-område.

## Delavrinningsområde
Kuollitusjärvi ingår i det delavrinningsområde (753183-170501) som SMHI kallar för Mynnar i Jukkasjärvi. Medelhöjden är 421 meter över havet och ytan är 11,16 kvadratkilometer. Det finns inga avrinningsområden uppströms utan avrinningsområdet är högsta punkten. Vattendraget som avvattnar avrinningsområdet har biflödesordning 2, vilket innebär att vattnet flödar genom totalt 2 vattendrag innan det når havet efter 362 kilometer. Avrinningsområdet består mestadels av skog (95 procent). Avrinningsområdet har 0,28 kvadratkilometer vattenytor vilket ger det en sjöprocent på 2,5 procent.